# 亞斯特雷巴斯科

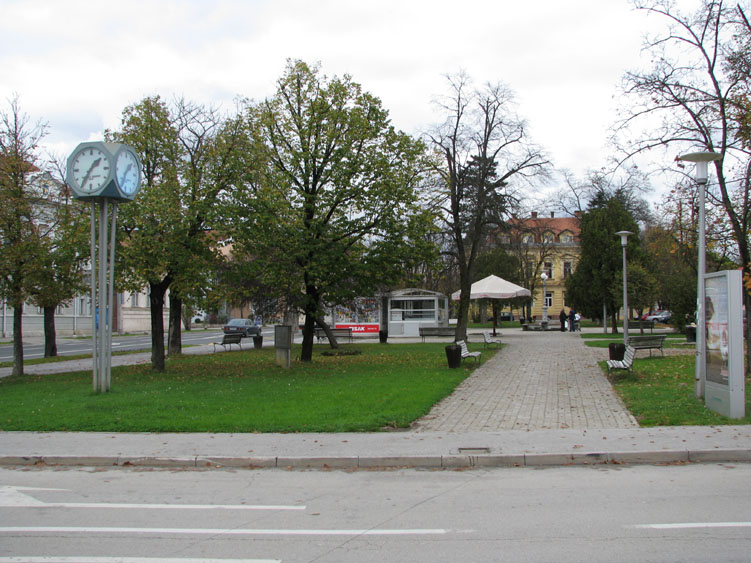

亞斯特雷巴斯科（Jastrebarsko）是克羅地亞的城鎮，位於該國中部，距離首府薩格勒布30公里，由薩格勒布縣負責管轄，海拔高度226.5平方公里，2001年人口16,689。

## 外部連結
- Town of Jastrebarsko official website
- JaskaLive, local internet magazine （页面存档备份，存于） （克羅埃西亞文）
- Zagreb County official website （页面存档备份，存于） （克羅埃西亞文）